# 厉学潮
厉学潮（19世纪—1883年），字慕韩，浙江定海人，清朝地方官。附贡出身。

## 生平
厉学潮为厉志次子，厉学时之弟。诸生。咸丰七年（1857年）由训导改县丞，不久保送知县。当时太平军踞南京，厉学潮奉命督运粮饷，带领炮勇，慷慨任事，无所畏葸。金陵克复之后，以同知用，赏戴花翎。再升知府。先后署荆溪、华亭、元和县事，颇得当地民心。同治十一年（1872年），疏浚吴淞江。次年，浚运河，权常州府事。不久因病乞休，归居甬上。光绪九年（1883年）卒。
光绪《定海厅志》有传。